# Хлорная кислота
Хло́рная кислота́ (хим. формула — HClO4) — сильная одноосновная кислота.
Безводная кислота является исключительно сильным окислителем, так как содержит хлор в высшей степени окисления +7.

## Свойства

### Физические свойства
Бесцветная летучая жидкость, сильно дымящая на воздухе, в парах мономерна. Безводная хлорная кислота очень реакционноспособна и неустойчива.

### Химические свойства
Жидкая HClO4 частично димеризована, для неё характерна равновесная автодегидратация:
{\displaystyle {\mathsf {3HClO_{4}\rightleftarrows H_{3}O^{+}+ClO_{4}^{-}+Cl_{2}O_{7}}}}
Безводная кислота взрывоопасна из-за наличия в ней оксида хлора(VII). Водные растворы с концентрацией ниже 72 % более безопасны, но на свету желтеют с образованием взрывоопасных оксидов хлора. Пожелтевшую кислоту рекомендуется аккуратно разбавить и нейтрализовать щелочами или карбонатами.
Являясь сильной неустойчивой кислотой, хлорная кислота разлагается:
{\displaystyle {\mathsf {4HClO_{4}\rightarrow 4ClO_{2}+3O_{2}+2H_{2}O}}}
Хлорную кислоту и её соли (перхлораты) применяют как окислители. Хлорная кислота, как одна из самых сильных кислот и окислитель, растворяет золото и платиновые металлы:
{\displaystyle {\mathsf {9HClO_{4}+2Au\rightarrow 2Au(ClO_{4})_{3}+3HClO_{3}+3H_{2}O}}}
а в реакции с серебром образует хлорноватую кислоту:
{\displaystyle {\mathsf {3HClO_{4}+2Ag\rightarrow 2AgClO_{4}+HClO_{3}+H_{2}O}}}
Концентрированная хлорная кислота растворяет практически все металлы, исключение составляет только чистый иридий, свежеосажденная иридиевая чернь в хлорной кислоте растворяется. 
Неметаллы и активные металлы восстанавливают концентрированную хлорную кислоту до хлороводорода
{\displaystyle {\mathsf {8As+5HClO_{4}+12H_{2}O\rightarrow 8H_{3}AsO_{4}+5HCl}}} (данная реакция используется в металлургии для очистки руд.
Аммиак окисляется в концентрированной хлорной кислоте до азотной кислоты:
{\displaystyle {\mathsf {HClO_{4}+NH_{3}\rightarrow HCl+HNO_{3}+H_{2}O}}}
В отличие от других кислот, хлорная при этом не образует соответствующей соли аммония.
Разбавленная хлорная кислота обладает слабыми окислительными свойствами (не окисляет сероводород, диоксид серы, иодоводород, хром(II), азотистую кислоту) и при реакции с металлами до водорода в электрохимическом ряду выделяет водород с образованием перхлоратов. Водные растворы хлорной кислоты устойчивы.
Хлорная кислота хорошо растворима во фтор- и хлорорганических растворителях, таких, как CF3COOH, CHCl3, CH2Cl2 и др. Смешивание с растворителями, проявляющими восстановительные свойства (например, с диметилсульфоксидом), может привести к воспламенению и взрыву.
С водой хлорная кислота смешивается в любых соотношениях и образует ряд гидратов HClO4·nH2O (где n = 0,25…4). Моногидрат HClO4·H2O имеет ионную природу и температуру плавления +50 °C.
Хлорная кислота с водой образует азеотропную смесь, кипящую при 203 °C и содержащую 72 % хлорной кислоты.
Растворы хлорной кислоты в хлорсодержащих углеводородах являются сверхкислотами (суперкислотами). Хлорная кислота является одной из сильнейших неорганических кислот, в её среде даже кислотные соединения ведут себя как основания, присоединяя протон и образуя катионы ацилперхлоратов: P(OH)4+ClO4−, NO2+ClO4−.
При слабом нагревании при пониженном давлении смеси хлорной кислоты с фосфорным ангидридом, отгоняется бесцветная маслянистая жидкость — хлорный ангидрид:
{\displaystyle {\mathsf {2HClO_{4}+P_{4}O_{10}\rightarrow Cl_{2}O_{7}+H_{2}P_{4}O_{11}}}}
Соли хлорной кислоты называются перхлоратами. Их большинство растворимо в воде. Малорастворимы перхлораты калия, цезия и рубидия. Перхлорат йода в лаборатории получают при обработке раствора йода в безводной хлорной кислоте озоном:
{\displaystyle {\mathsf {I_{2}+6HClO_{4}+O_{3}=2I(ClO_{4})_{3}+3H_{2}O}}}
Перхлорилфторид можно получить прямым синтезом:
{\displaystyle {\mathsf {2F_{2}+4HClO_{4}\rightarrow ClO_{3}F+2H_{2}O+O_{2}}}}

## Получение
- Водные растворы хлорной кислоты получают электрохимическим окислением соляной кислоты или хлора, растворённых в концентрированной хлорной кислоте, а также обменным разложением перхлоратов натрия или калия сильными неорганическими кислотами. При взаимодействии перхлоратов с серной кислотой образуется оксид хлора (VII) :

{\displaystyle {\mathsf {HCl+2O_{2}\ \xrightarrow {UV,q} HClO_{4}}}}
{\displaystyle {\mathsf {Cl_{2}+7O_{2}+H_{2}O\ \xrightarrow {UV,q} 2HClO_{4}}}}
{\displaystyle {\mathsf {2KClO_{4}+H_{2}SO_{4}\rightarrow K_{2}SO_{4}+Cl_{2}O_{7}+H_{2}O}}}
- Для получения безводной хлорной кислоты требуется нагрев насыщенного раствора перхлората аммония с добавлением азотной, а затем и соляной кислоты, вследствие чего образуется хлорная кислота, вода, хлор и оксид азота (I):

{\displaystyle {\mathsf {34NH_{4}ClO_{4}+36HNO_{3}+8HCl\rightarrow 34HClO_{4}+4Cl_{2}\uparrow +35N_{2}O\uparrow +73H_{2}O}}}
Для получения особо чистого оксида хлора семь требуется нагрев сухих хлоратов металлов с жидким фторидом кислорода:
{\displaystyle {\mathsf {OF_{2}+2KClO_{3}\rightarrow Cl_{2}O_{7}+2KF}}}

## Применение
- Концентрированные водные растворы хлорной кислоты широко используются в аналитической химии, а также для получения перхлоратов.
- Хлорная кислота применяется при разложении сложных руд, при анализе минералов, а также в качестве катализатора.
- Соли хлорной кислоты: перхлорат калия малорастворим в воде, применяется как окислитель в производстве пиротехнических составов и порохов, перхлорат магния (ангидрон) — осушитель, перхлорат аммония — окислитель в твердых смесевых ракетных топливах (в сочетании с восстановителями - как правило, полимером, служащим связующим (например, полиуретаном), и порошковым металлом (обычно алюминием), увеличивающим температуру и скорость горения), взрывчатое вещество.

Безводную хлорную кислоту нельзя длительно хранить и перевозить, так как при хранении в обычных условиях она медленно разлагается, окрашивается оксидами хлора, образующимися при её разложении, и может самопроизвольно взрываться. Зато её водные растворы вполне устойчивы.